# Anthurium licium
Anthurium licium är en kallaväxtart som beskrevs av Thomas Bernard Croat och Oberle. Anthurium licium ingår i släktet Anthurium och familjen kallaväxter. Inga underarter finns listade.